# Le Courrier de Russie
Le Courrier de Russie est un média francophone consacré à la Russie qui offre à ses lecteurs un recul quotidien sur toute l’actualité de ce pays.    
Créé en 2002 par Philippe Pelé-Clamour, Jean-Luc Pipon et Emmanuel Quidet; ces trois français passionnés par la Russie étaient désireux de fournir: "sans préjugés ni concessions" à un public francophone; les informations essentielles la concernant.    
Le journal est alors distribué principalement à Moscou et Saint-Pétersbourg avec un tirage allant jusqu'à 25 000 exemplaires. Une fois par an un numéro spécial édité avec The Moscow Times et Vedomosti est édité à 150 000 exemplaires pour le forum de saint-petersbourg
Après dix-huit ans d'activité, Le Courrier de Russie arrête sa publication le 31 décembre 2020.   

## Histoire
Caroline Morange a été la première rédactrice en chef du Courrier de Russie, assurant le lancement du titre; lui ont succédé Jean-François Guélain , puis Inna Doulkina (d) jusqu'en décembre 2017.    
Entre 2008 et 2017, Jean-Félix de la Ville Baugé assure la direction du journal. En janvier 2018, Jean-Claude Galli lui succède.
Son identité franco-russe lui permit d’offrir aux lecteurs francophones, où qu’ils se trouvent, un décryptage des grands sujets d’actualité, une analyse proche et distante à la fois; favorisant la compréhension de ce pays. Avec ses différentes éditions, il revendique à cette période un lectorat de 30 000 personnes.
À partir de 2018, Le Courrier de Russie renonce au format papier et à la périodicité bimensuelle pour devenir un quotidien d’information en ligne à vocation internationale. Avec lecourrierderussie.com, il devient le premier site d'actualité en français sur ce pays[réf. nécessaire]. 
Pour y parvenir, Il s’appuya sur une rédaction d’une dizaine de journalistes et traducteurs, adossée à un pool de plus de 50 contributeurs russes et français, tous experts dans leur domaine ainsi qu’à un réseau de correspondants à l’étranger[réf. nécessaire].

## Édition et publications
- En Russie, Nouveaux Angles - 2013 [10]
- Il est des russes, Nouveaux Angles - 2013 [11]
- Centre de Gravité, Nouveaux Angles - 2016[12]

## Conférenciers
- Natalia Soljenitsyne, écrivain
- Sylvie Bermann, ambassadeur de France en Russie
- Renaud Girard, chroniqueur de politique internationale au Figaro[13]
- Arnaud Dubien, directeur de l’Observatoire franco-russe
- Emmanuel Pierrat, avocat, écrivain
- François-Xavier Bellamy , essayiste
- Charles Ficat, auteur et éditeur aux éditions Bartillat
- Christian de Boisredon, fondateur de l'Impact Journalism Day
- Jean de Gliniasty, ambassadeur de France en Russie
- Jean-Maurice Ripert, ambassadeur de France en Russie
- Jean-Pierre Arrignon, historien
- Alain Blum, démographe
- Michel Crépu, écrivain
- François Léotard, ancien ministre

## Finances
Le Courrier de Russie était financé par ses abonnements et ses revenus publicitaires.

## Identité visuelle

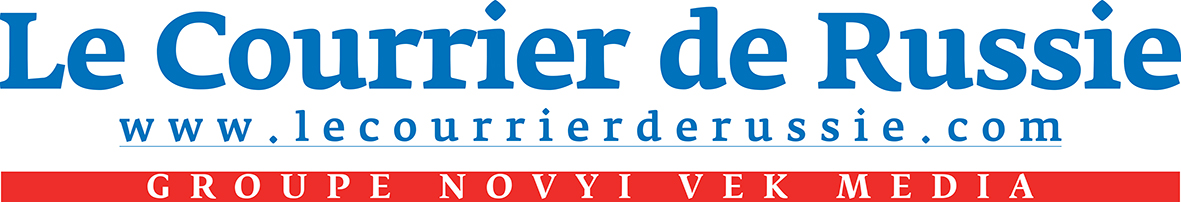
Ancien logotype de la version papier.
Logotype du site web de 2015 à 2020.
Logotype du site web depuis 2020.

## Anciens collaborateurs
- Jean-Claude Galli : directeur de la publication
- Boris Iounanov : rédacteur en chef [14]
- Julien Braun : rédacteur en chef
- Caroline Morange : rédactrice en chef
- Jean-François Guelain : rédacteur en chef
- Inna Doulkina (d) : rédactrice en chef
- Jean-Felix de la Ville Baugé (d) : directeur de la publication
- Marc Dobler : directeur technique
- Florence David : directrice commerciale
- Alexandre Cavard de Witt : directrice commerciale
- Thomas Kerhuel : directeur commercial
- Nina Fasciaux : journaliste
- Vera Gaufman : journaliste
- Julia Breen : journaliste
- Manon Masset : journaliste
- Julien Nocetti : journaliste
- Anne Coldefy-Faucard : editorialiste
- Caroline Galactéros : éditorialiste